# Carl Teike

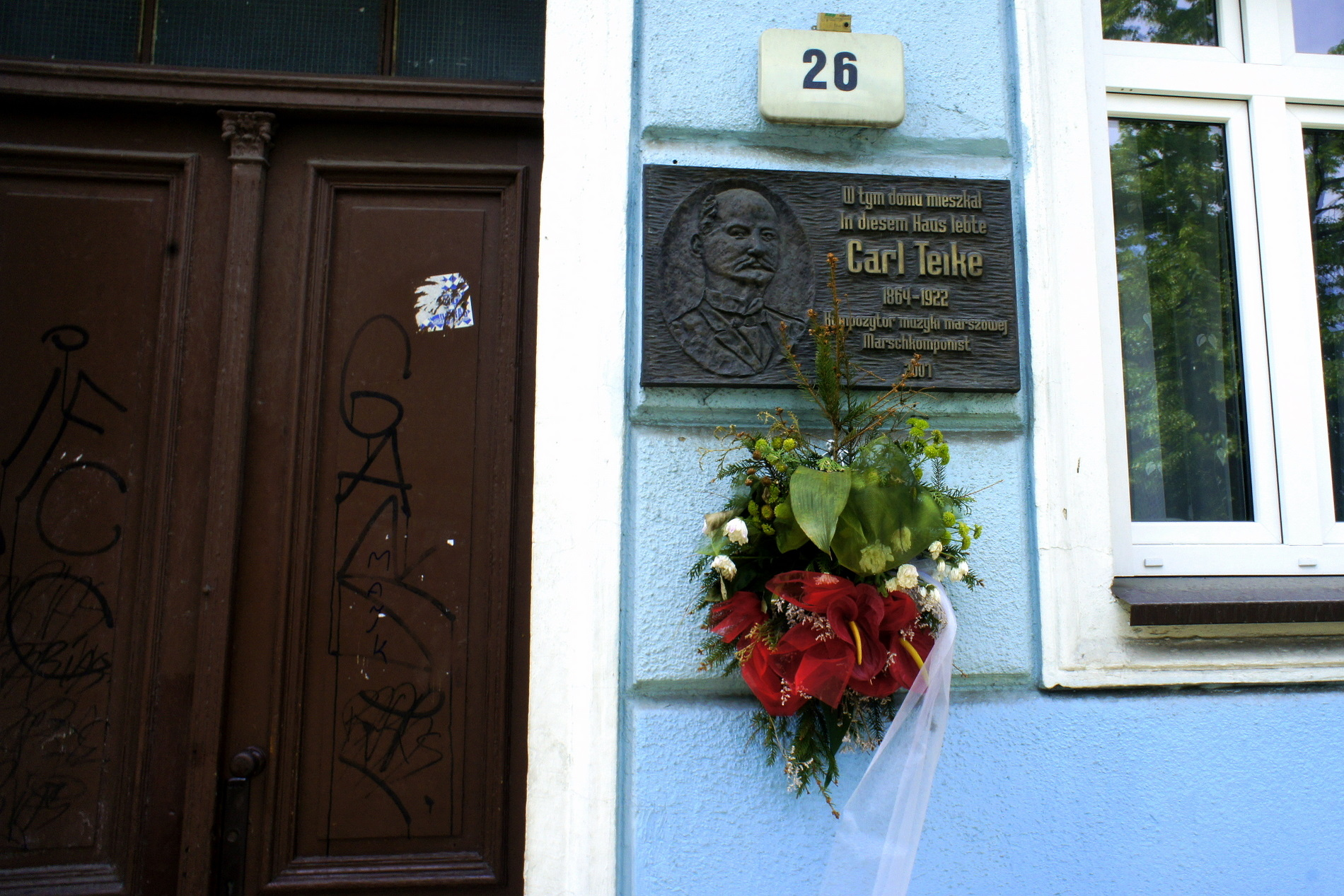
Tablica pamiątkowa na budynku w którym mieszkał w Landsbergu

Carl Teike (ur. 5 lutego 1864 w Dąbiu, zm. 28 maja 1922 w Landsbergu) – niemiecki kompozytor marszów wojskowych.
Teike jest twórcą m.in. jednego z najpopularniejszych, marszu „Alte Kameraden”. Był oboistą w orkiestrze wojskowej pułku grenadierów w Ulm. W 1889 roku skomponował swoje największe dzieło – marsz, którego partyturę pokazał kapelmistrzowi orkiestry. Ten kompozycję uznał za bezwartościową. Carl Teike po tym przykrym rozczarowaniu zwolnił się z wojska i został policjantem w Poczdamie. Razem z kolegami z wojska wymyślił tytuł tego marszu – Alte Kameraden „Starzy towarzysze” i zachował partyturę, nie przewidując, że marsz zyska sobie sławę i stanie się jednym z najsłynniejszych marszów na świecie.
Po pewnym czasie Teike na skutek choroby zwolnił się z policji i przeniósł w 1909 do Gorzowa Wielkopolskiego, gdzie został urzędnikiem pocztowym. Przebywał tam aż do śmierci. W Gorzowie oprócz pracy w urzędzie pocztowym dyrygował tamtejszą orkiestrą miejską i komponował kolejne marsze wojskowe, które weszły potem do repertuaru wielu niemieckich orkiestr, nie tylko wojskowych.
Jego marsze wojskowe są wykonywane nie tylko przez orkiestry niemieckie, ale też przez inne na całym świecie. Utwory Teikego zdobyły sobie dużą popularność, szczególnie „Alte Kameraden”. Marsz ten do dziś grany jest podczas uroczystości państwowych, przemarszów, defilad i innych oficjalnych uroczystości. Utwór ten stał się tak popularny, że po dopisaniu do niego niemieckich słów, stał się także popularną w Niemczech wojskową pieśnią marszową.
Od 2007 roku w Gorzowie Wielkopolskim odbywa się nawiązujący do postaci i twórczości Carla Teike Festiwal orkiestr "Alte Kameraden".

## Twórczość
- Internationaler Marsch
- Jugend Heraus
- Frisch Gewagt
- Schneidige Attacke
- Froher Wanderer
- Wieder Daheim
- Sorgenbrecher
- Fürchte Nichts!
- Kopf Hoch
- In Freud Und Leid
- Schneidig An Der Tete
- Die Alte Garde
- Regimentskameraden
- Unter Waffengefährten
- Observiermarsch
- Kaiser-Parole
- Kronprinz
- Hohenstaufen-Marsch
- Hoch Braunschweig
- Ein Hoch Der Aviatik
- Die Welt in Waffen
- Friedensbanner
- Gruss An Potsdam
- Alte Kameraden
- Borussia
- Graf Zeppelin
- Frisch Auf
- Jung Deutschland
- Bruderherz
- In Freundschaft Und Treue
- Mit Vollen Segeln

- Auf Gut Glück
- In Treue Fest
- Prinz Albrecht
- Prinz Wilhelm
- Der Kaiser Kommt
- Heil Potsdam
- Treue Um Treue
- Fahnenjunker
- Kameradentreue
- Vor Die Front
- Aus Allen Deutschen Gauen
- Neue Kameraden
- Für Thron und Reich
- Friedensfeier
- Neue Zeiten
- Festmarsch
- Treue Deutsch
- Hansa Marsch
- Fahrengruss
- Deutsche Art
- Allen Voran
- Am Oderstrand
- An Bord
- An die See
- Aus Vaterland
- Bahn Frei
- Blaue Polizei
- Der Fahne Nach
- Der Sieg
- Die Freiheit Kommt
- Durchhalten

- Ein Hoch dem Sport
- Fahneweihe
- Fortunamarsch
- Geschwindmarsch
- Gewagt, Gewonnen
- Heil Deutschland
- Heldengruß
- Helgolandmarsch
- Hoch Soll er Leben
- Hinter dem Schillenbaum
- Im Feuer
- Immer Fesch
- In die Ferne
- Junge Kameraden
- Kameraden
- Kampfbereit
- Krieg und Sieg
- Mit Mut und Kraft
- Mit Vereinten Kräften
- Nord und Süd
- Nur am Rhein
- Ohne Furcht und Tadel
- Prinz-Hermann-Marsch
- Reiterattacke
- Schillerfest
- Schlecht und Recht
- Schützenmarsch
- Treu dem Kaiser
- Unverzagt
- Wieder Daheim